# Batalha de Umbu
A Batalha de Umbu foi travada entre as forças das Províncias Unidas do Rio da Prata e as do Império do Brasil, durante a Guerra da Cisplatina.
Esta batalha ocorreu logo após a batalha de Vacacai e imediatamente antes da batalha do Passo do Rosário. Seguindo as ordens do Marquês de Barbacena, Bento Manuel Ribeiro havia se dirigido ao Passo do Umbu, no Ibicuí, a fim de observar os movimentos do exército argentino.
A respeito do encontro de Umbu, o Barão do Rio Branco esclareceu o seguinte:
| “ | Ações de Sanga Funda e Passo do Umbu (em um dos seus boletins, o general argentino Alvear converteu estes choques em um grande combate e em vitória da sua cavalaria). O coronel Bento Manuel Ribeiro, com 858 milicianos de cavalaria, tinha sido destacado pelo general em chefe, marquês de Barbacena, para observar de perto os movimentos do Exército argentino. Na manhã deste dia, escrevera ele a Barbacena (carta datada dos campos da estância do Pau Amarelo): “O carretame do inimigo baixou hoje pelo campo da Cruz (é o campo da batalha de Caaibaté, ver 10 de fevereiro), entre o banhado de Jacaré e Cacequi: é certa a retirada por São Simão. Eu hoje vou ficar em Ibicuí, no Passo do Umbu, por as minhas cavalhadas em segurança, e fazer-lhes guerrilhas, até que passem o passo no fundo do Loreto, e vou sair adiante [...]” Dirigiam-se os nossos para o Passo do Umbu, quando pela retaguarda apareceu o general Lucio Mancilla, à frente de uma divisão de cavalaria de 1.190 homens. Bento Manuel acelerou a marcha, encarregando o major Gabriel Gomes Lisboa de cobrir o seu movimento com três esquadrões e de atacar a vanguarda inimiga, se achasse oportunidade. No lugar denominado Sanga Funda, o major Gomes Lisboa investiu à espada, destroçando completamente essa vanguarda, e foi reunir-se ao seu chefe, que já havia tomado posições na margem direita do Passo do Umbu (Ibicuí). Mansilla tentou passar o rio, mas foi repelido pelos nossos atiradores, retirando-se depois de algum tiroteio. Nos choques e nas escaramuças deste dia, tivemos 10 mortos (um alferes) e 11 feridos. O boletim argentino diz que o general Mancilla teve 10 mortos e 12 feridos. O nome desta suposta vitória foi dado a uma das ruas da cidade de Buenos Aires (Calle de Ombu). | ” |